# Saligny (Vendée)
Saligny és un antic municipi francès, situat al departament de Vendée i a la regió de País del Loira. L'any 2007 tenia 1.612 habitants. De de l'1 de gener de 2016 és un municipi delegat de Bellevigny.

## Demografia

### Població
El 2007 la població de fet de Saligny era de 1.612 persones. Hi havia 582 famílies de les quals 113 eren unipersonals (70 homes vivint sols i 43 dones vivint soles), 163 parelles sense fills, 283 parelles amb fills i 23 famílies monoparentals amb fills.
La població ha evolucionat segons el següent gràfic:
Habitants censats

### Habitatges
El 2007 hi havia 619 habitatges, 586 eren l'habitatge principal de la família, 15 eren segones residències i 18 estaven desocupats. 615 eren cases i 4 eren apartaments. Dels 586 habitatges principals, 451 estaven ocupats pels seus propietaris, 129 estaven llogats i ocupats pels llogaters i 6 estaven cedits a títol gratuït; 3 tenien una cambra, 12 en tenien dues, 74 en tenien tres, 171 en tenien quatre i 326 en tenien cinc o més. 504 habitatges disposaven pel capbaix d'una plaça de pàrquing. A 198 habitatges hi havia un automòbil i a 359 n'hi havia dos o més.

### Piràmide de població
La piràmide de població per edats i sexe el 2009 era:
| Homes | Edats   | Dones |
| ----- | ------- | ----- |
| 4     | 95 o +  | 0     |
| 0     | 90 a 94 | 0     |
| 4     | 85 a 89 | 4     |
| 0     | 80 a 84 | 0     |
| 16    | 75 a 79 | 24    |
| 12    | 70 a 74 | 24    |
| 24    | 65 a 69 | 20    |
| 12    | 60 a 64 | 8     |
| 16    | 55 a 59 | 12    |
| 32    | 50 a 54 | 32    |
| 72    | 45 a 49 | 40    |
| 52    | 40 a 44 | 48    |
| 28    | 35 a 39 | 56    |
| 68    | 30 a 34 | 36    |
| 44    | 25 a 29 | 48    |
| 48    | 20 a 24 | 28    |
| 56    | 15 a 19 | 52    |
| 60    | 10 a 14 | 36    |
| 20    | 5 a 9   | 44    |
| 36    | 0 a 4   | 32    |

## Economia
El 2007 la població en edat de treballar era de 1.077 persones, 893 eren actives i 184 eren inactives. De les 893 persones actives 846 estaven ocupades (467 homes i 379 dones) i 45 estaven aturades (20 homes i 25 dones). De les 184 persones inactives 73 estaven jubilades, 62 estaven estudiant i 49 estaven classificades com a «altres inactius».

### Ingressos
El 2009 a Saligny hi havia 623 unitats fiscals que integraven 1.740,5 persones, la mediana anual d'ingressos fiscals per persona era de 17.847 €.

### Activitats econòmiques
Dels 50 establiments que hi havia el 2007, 2 eren d'empreses alimentàries, 7 d'empreses de fabricació d'altres productes industrials, 13 d'empreses de construcció, 10 d'empreses de comerç i reparació d'automòbils, 2 d'empreses de transport, 1 d'una empresa d'hostatgeria i restauració, 2 d'empreses financeres, 6 d'empreses de serveis, 2 d'entitats de l'administració pública i 5 d'empreses classificades com a «altres activitats de serveis».
Dels 24 establiments de servei als particulars que hi havia el 2009, 1 era una oficina bancària, 7 tallers de reparació d'automòbils i de material agrícola, 1 autoescola, 2 paletes, 4 guixaires pintors, 4 fusteries, 1 lampisteria, 2 electricistes, 1 perruqueria i 1 restaurant.
L'únic establiment comercial que hi havia el 2009 era una fleca.
L'any 2000 a Saligny hi havia 35 explotacions agrícoles que ocupaven un total de 1.464 hectàrees.

## Equipaments sanitaris i escolars
El 2009 hi havia 2 escoles elementals.

## Poblacions més properes
El següent diagrama mostra les poblacions més properes.